# زیردریایی کلاس یو-۵۰
زیردریایی کلاس یو-۵۰ (به انگلیسی: U-50-class submarine) یک کلاس از زیردریایی است که طول آن ۲۴۱ فوت (۷۳ متر) می‌باشد.